# Capteur sans arrière-plan
 (novembre 2016).
Si vous disposez d'ouvrages ou d'articles de référence ou si vous connaissez des sites web de qualité traitant du thème abordé ici, merci de compléter l'article en donnant les références utiles à sa vérifiabilité et en les liant à la section « Notes et références ».
Un capteur sans arrière-plan, ou Background suppression sensor en anglais, est un capteur infrarouge qui avec un jeu de lentilles permet d'avoir un angle qui avec des règles de trigonométrie donne la distance.